# Tord Stål
Tord Wilhelm Edvard Stål, född 14 september 1906 i Kristianstad, död 2 juli 1972 i Oscars församling i Stockholm, var en svensk skådespelare. 

## Biografi
Stål studerade vid Dramatens elevskola 1932–1934, efter studierna engagerades han periodvis vid Riksteatern, Oscars och Vasateatern. Mellan 1940 och 1950 var han engagerad vid Nya Teatern. Han engagerades 1962 till den fasta ensemblen vid Dramaten. Stål filmdebuterade 1938 i Rune Carlstens Pengar från skyn där han även hjälpa till med regin. Han kom att medverka i drygt 55 filmer.
Tord Stål är begravd på Djursholms begravningsplats.

## Filmografi i urval
- 1938 – Pengar från skyn
- 1940 – Alle man på post
- 1941 – Landstormens lilla argbigga
- 1942 – En äventyrare
- 1942 – Sexlingar
- 1943 – I dag gifter sig min man
- 1944 – På farliga vägar
- 1944 – Nyordning på Sjögårda
- 1944 – Flickan och Djävulen
- 1944 – Vår Herre luggar Johansson
- 1944 – Excellensen
- 1944 – Skeppar Jansson
- 1945 – Brott och Straff
- 1945 – I som här inträden
- 1945 – Svarta rosor
- 1945 – Tre söner gick till flyget
- 1946 – Rötägg
- 1946 – Möte i natten
- 1946 – När ängarna blommar
- 1946 – Eviga länkar
- 1946 – Medan porten var stängd
- 1946 – Harald Handfaste
- 1947 – Två kvinnor
- 1947 – Här kommer vi
- 1947 – Konsten att älska
- 1948 – En svensk tiger
- 1948 – Var sin väg
- 1948 – Lars Hård
- 1949 – Bohus Bataljon
- 1949 – Smeder på luffen
- 1950 – Restaurant Intim
- 1950 – Hjärter Knekt
- 1951 – Leva på "Hoppet"
- 1951 – Livat på luckan
- 1952 – Han glömde henne aldrig
- 1952 – Säg det med blommor
- 1952 – Ubåt 39
- 1955 – Janne Vängman och den stora kometen
- 1955 – Sista ringen
- 1955 – Kvinnodröm
- 1957 – En drömmares vandring
- 1957 – Prästen i Uddarbo
- 1958 – Fröken April
- 1967 – Hugo och Josefin
- 1969 – Fadern

## Dubbning (urval)
- 1937 – Snövit och de sju dvärgarna (röst till den magiska spegeln och jägaren i originaldubb)
- 1950 – Askungen (röst till den Hertigen i originaldubb)
- 1951 – Alice i Underlandet (röst till den Hattmakaren och Hjärt kung i originaldubb)
- 1953 – Peter Pan (röst till den Herr George Darling i originaldubb)

## Teater

### Roller (ej komplett)
| År   | Roll                              | Produktion                                                                                      | Regi             | Teater                      |
| ---- | --------------------------------- | ----------------------------------------------------------------------------------------------- | ---------------- | --------------------------- |
| 1934 | En preussisk officer Dörrvaktaren | De hundra dagarna (Campo di Maggio) Benito Mussolini och Giovacchino Forzano                    | Rune Carlsten    | Dramaten                    |
| 1934 | Rodrigo                           | Othello (The Tragedy of Othello, the Moor of Venice) William Shakespeare                        | Rudolf Wendbladh | Helsingborgs stadsteater    |
| 1935 | Gordon Whitehouse                 | Tala är silver... (Dangerous Corner) J.B. Priestley                                             |                  | Lilla Teatern               |
| 1936 | Simon El-Gad                      | Senapskornet Ebbe Linde                                                                         | Sandro Malmquist | Nya Teatern                 |
| 1937 | Leontes                           | En saga för vintern (The Winter's Tale) William Shakespeare                                     | Sandro Malmquist | Nya Teatern                 |
| 1937 | Rodriguez                         | Petrus den lycklige (Pétrus) Marcel Achard                                                      | Sandro Malmquist | Nya Teatern                 |
| 1937 | George Turney                     | Medelålders dam reser hem (All Rights Reserved) Norman C. Hunter                                | Sandro Malmquist | Nya Teatern                 |
| 1937 | Raymond Vercel                    | Min frihet (Ma liberté) Denys Amiel                                                             | Sandro Malmquist | Nya Teatern                 |
| 1937 | Willy Ebner                       | Regnrocken (Don Juans Regenmantel) Gregor Schmitt                                               | Sandro Malmquist | Nya Teatern                 |
| 1937 | Broder Rafael                     | Kvinnan är en djävul (Une Femme est un diable ou la Tentation de saint Antoine) Prosper Mérimée | Sandro Malmquist | Nya Teatern                 |
| 1938 | Harry Challoner                   | Vi gentlemän (This Was a Man) Noël Coward                                                       | Sandro Malmquist | Nya Teatern                 |
| 1938 | Den grå                           | Stenen vill falla Lars-Levi Læstadius                                                           | Sandro Malmquist | Nya Teatern                 |
| 1938 | Ficsur                            | Liliom Ferenc Molnár                                                                            | Sandro Malmquist | Nya Teatern                 |
| 1938 | Orgon                             | Tartuffe (Tartuffe, ou l'Imposteur) Molière                                                     | Sandro Malmquist | Nya Teatern                 |
| 1938 |                                   | Tolvskillingsoperan (Die Dreigroschenoper) Bertolt Brecht och Kurt Weill                        | Ernst Eklund     | Oscarsteatern               |
| 1939 | Henrik, Leanders betjänt          | Henrik och Pernilla (Henrik og Pernille) Ludvig Holberg                                         | Arne Lydén       | Oscarsteatern               |
| 1940 |                                   | Fröken kyrkråtta (A templom egére) Ladislas Fodor och Ludvig Schinseder                         | Ernst Eklund     | Oscarsteatern               |
| 1940 | Tranio                            | Så tuktas en argbigga (The Taming of the Shrew) William Shakespeare                             | Sandro Malmquist | Oscarsteatern/ Turné        |
| 1941 |                                   | Äventyr på fotvandring (Eventyr paa Fodrejsen) Jens Christian Hostrup                           | Nils Johannisson | Riksteatern                 |
| 1941 | Anton von Steinberg               | Christina August Strindberg                                                                     | Per-Axel Branner | Nya Teatern                 |
| 1942 | Stadsadvokaten                    | Stycken av ett mönster (Brudstykker af et mønster) Carl Erik Soya                               | Per-Axel Branner | Nya Teatern                 |
| 1942 | Domaren William Heath             | Natten till den 17 januari (Night of January 16th) Ayn Rand                                     | Per-Axel Branner | Nya Teatern                 |
| 1942 | Pastor A. Tolderlund              | Munken går på ängen (Munken gaar i enge) Carl Gandrup                                           | John Zacharias   | Nya Teatern                 |
| 1942 | Professorn                        | I vår Herres hage (Ze života hmyzu) Josef Čapek och Karel Capek                                 | Gösta Folke      | Vasateatern                 |
| 1942 |                                   | Min syster Eileen (My Sister Eileen) Joseph Fields och Jerome Chodorov                          | Gösta Folke      | Vasateatern                 |
| 1943 | Monsieur Salvat                   | Jag har rätt att älska (La femme en fleur) Denys Amiel                                          | Per-Axel Branner | Nya Teatern                 |
| 1943 | Mr. Coburn                        | Sex i elden (Out of the Frying Pan) Francis Swann                                               | Per-Axel Branner | Nya Teatern                 |
| 1943 | Erik Hammar                       | Om ett folk vill leva (Hvis et folk vil leve) Axel Kielland                                     | Per-Axel Branner | Nya Teatern                 |
| 1943 | Sorin                             | Måsen (Чайка, Tjajka) Anton Tjechov                                                             | Per-Axel Branner | Nya Teatern                 |
| 1944 |                                   | Arsenik och gamla spetsar (Arsenic and Old Lace) Joseph Kesselring                              | Hasse Ekman      | Oscarsteatern               |
| 1944 | Oronte                            | Misantropen (Le misanthrope) Molière                                                            | Sam Besekow      | Nya Teatern                 |
| 1944 | Dr. George Bradman                | Min fru går igen (Blithe Spirit) Noël Coward                                                    | Per-Axel Branner | Nya Teatern                 |
| 1945 | Georges Duval                     | Kameliadamen (La Dame aux camélias) Alexandre Dumas d.y.                                        | Per-Axel Branner | Nya Teatern                 |
| 1945 | Henry Peabody                     | Tobaksvägen (Tobacco Road) Jack Kirkland                                                        | Per-Axel Branner | Nya Teatern                 |
| 1945 | Medverkande                       | Taggens varuhusrevy Georg Eliasson och Gösta Rybrant                                            | Per-Axel Branner | Nya Teatern                 |
| 1945 | Polisprefekten                    | Nattlig ankomst (Ankunft bei Nacht) Hans Rothe                                                  | Per-Axel Branner | Nya Teatern                 |
| 1945 | Vassili Soljonij                  | Tre systrar (Три сeстры, Tri sestry) Anton Tjechov                                              | Per-Axel Branner | Nya Teatern                 |
| 1946 | Senator Langdon                   | Svart kamrat (Deep Are the Roots) Arnaud d'Usseau och James Gow                                 | Per-Axel Branner | Nya Teatern                 |
| 1946 | Vincent                           | Jag vill kärleken (Eurydice) Jean Anouilh                                                       | Per-Axel Branner | Nya Teatern                 |
| 1947 | Senator Norval Hedges             | Född igår (Born Yesterday) Garson Kanin                                                         | Per-Axel Branner | Nya teatern                 |
| 1948 | Max                               | Henne vi glömmer: Livet är vackert (Livet er skønt) Leck Fischer                                | Georg Funkquist  | Nya teatern                 |
| 1948 | Fadern                            | Romeo och Jeannette (Roméo et Jeannette) Jean Anouilh                                           | Per-Axel Branner | Nya Teatern                 |
| 1948 | Henry Lyppiatt                    | Fröjd för stunden (Present Laughter) Noël Coward                                                | Per-Axel Branner | Nya Teatern                 |
| 1949 | Hanen                             | Yerma Federico García Lorca                                                                     | Per-Axel Branner | Nya Teatern                 |
| 1949 |                                   | Fröjd för stunden (Present Laughter) Noël Coward                                                | Ernst Eklund     | Lisebergsteatern            |
| 1949 | Robert Randall                    | Brittsommar (September Tide) Daphne du Maurier                                                  | Per-Axel Branner | Nya Teatern/ Riksteatern    |
| 1950 | George Mannering                  | Äktenskapsbrott (Breach of Marriage) Dan Sutherland                                             | Per-Axel Branner | Nya Teatern                 |
| 1950 | Pastor Winemiller                 | Jagande efter vind (Summer and Smoke) Tennessee Williams                                        | Per-Axel Branner | Nya Teatern                 |
| 1950 | Farbror Emile/Marussier           | Boboll (Bobosse) André Roussin                                                                  | Per-Axel Branner | Nya Teatern                 |
| 1951 | Advokat Galuchon                  | Clérambard Marcel Aymé                                                                          | Per-Axel Branner | Nya Teatern                 |
| 1951 | Dr. Austin Sloper                 | Arvtagerskan (The Heiress) Ruth och Augustus Goetz                                              | Per-Axel Branner | Riksteatern/ Nya Teatern    |
| 1952 | Överste Alexander Ikonenko        | Överstarnas kärlek (The love of four colonels) Peter Ustinov                                    | Per Gerhard      | Nya teatern                 |
| 1952 | Prästen                           | Familjens vita får (The White Sheep of the Family) L. du Garde Peach och Ian Hay                | Per-Axel Branner | Nya Teatern Folkparksturné  |
| 1952 | Alexander Northbane               | Man till salu (The Bottom of the Pile) Ernest Vajda och Clement Scott Gilbert                   | Per-Axel Branner | Nya Teatern                 |
| 1953 |                                   | Vildanden Henrik Ibsen                                                                          | Börje Mellvig    | Riksteatern                 |
| 1953 |                                   | Man till salu (The Bottom of the Pile) Ernest Vajda och Clement Scott Gilbert                   | Per-Axel Branner | Lisebergsteatern            |
| 1954 | Pierre Cauchon                    | Lärkan (L'alouette) Jean Anouilh                                                                | Per-Axel Branner | Nya Teatern                 |
| 1954 | Eteonevs                          | Sköna Helenas privatliv (Helene, ou La joie de vivre) André Roussin och Madeleine Gray          | Per-Axel Branner | Nya Teatern                 |
| 1954 | Herbert Lee                       | The och sympati (Tea and Sympathy) Robert Anderson                                              | Frank Sundström  | Nya Teatern                 |
| 1955 | Herr Webb                         | Vår lilla stad (Our Town) Thornton Wilder                                                       | Per-Axel Branner | Nya Teatern                 |
| 1955 | Doktor Dionysio Genoni            | Henrik IV (Enrico IV) Luigi Pirandello                                                          | Per-Axel Branner | Nya Teatern                 |
| 1955 | H.C. Curry                        | Regnmakaren (The Rainmaker) N. Richard Nash                                                     | Frank Sundström  | Nya Teaterns folkparksturné |
| 1956 | Doktor Dussel                     | Anne Franks dagbok (The Diary of Anne Frank) Frances Goodrich och Albert Hackett                | Sandro Malmquist | Riksteatern                 |
| 1957 | Frank Gibbs                       | Vår lilla stad (Our Town) Thornton Wilder                                                       | Sandro Malmquist | Riksteatern                 |
| 1958 | Pastor Manders                    | Gengångare (Gengangere) Henrik Ibsen                                                            | Börje Mellvig    | Riksteatern                 |
| 1958 | Leonid Gajev                      | Körsbärsträdgården (Вишнёвый сад, Visjnjovyj sad) Anton Tjechov                                 | Sandro Malmquist | Riksteatern                 |
| 1960 |                                   | Mannen och hans överman (Man and Superman) George Bernard Shaw                                  | Gustaf Molander  | Riksteatern                 |
| 1961 | Baptista Minola                   | Så tuktas en argbigga (The Taming of the Shrew) William Shakespeare                             | Per Gerhard      | Vasateatern                 |
| 1963 | Doktorn                           | Victor eller När barnen tar makten (Victor ou Les Enfants au pouvoir) Roger Vitrac              | Mimi Pollak      | Dramaten                    |
| 1963 | Himmler                           | Svejk i andra världskriget (Schweyk im zweiten Weltkrieg) Bertolt Brecht                        | Alf Sjöberg      | Dramaten                    |
| 1967 | Fadern                            | Om fem år (Asi que pasen cinco años) Federico Garcia Lorca                                      | Donya Feuer      | Dramaten                    |

### Regi
| År   | Produktion                                          | Upphovsmän                                   | Teater      |
| ---- | --------------------------------------------------- | -------------------------------------------- | ----------- |
| 1946 | Älskog Liebelie                                     | Arthur Schnitzler Översättning Gustaf Linden | Nya Teatern |
| 1948 | Henne vi glömmer: Rött i grått Blodrødt og blegrødt | Carl Erik Soya Översättning Tord Stål        | Nya Teatern |

## Radioteater
| År   | Roll      | Produktion                  | Regi          |
| ---- | --------- | --------------------------- | ------------- |
| 1948 | Clavignac | Vi skiljas Victorien Sardou | Rune Carlsten |